# Aeropuerto Miguel Urdaneta Fernández
El Aeropuerto Miguel Urdaneta Fernández, oficialmente llamado Aeropuerto Relámpago del Catatumbo, se encuentra ubicado en el sector Las Delicias a una altitud de 10 m. Sirve a la ciudad ganadera de Santa Bárbara del Zulia, municipio Colón en el sur del lago de Maracaibo en el estado Zulia. Sirve de enlace aéreo entre la región sur del lago y la capital de Zulia, Maracaibo. Cuenta con la sección de Apoyo Aéreo N.º 31 de la Guardia Nacional y es controlado junto al Aeropuerto Internacional La Chinita y el Aeropuerto Oro Negro por la sociedad anónima en forma de Empresa de estado de nombre Bolivariana de Aeropuertos (B.A.E.R) s.a..

## Ficha técnica
- Área de construcción: 901,70 Metros cuadrados.
- Área de Plataforma: 6.150 Metros cuadrados.
- Pista Principal 2.350 Metros de largo x 40 metros de ancho.
- Resistencia aproximada de la pista: 21 Toneladas.

## Aerolínea y destino
| Destinos por aerolínea                 | Destinos por aerolínea            |
| Aerolínea                              | Ciudad                            |
| -------------------------------------- | --------------------------------- |
| Estelar Latinoamerica 2 destinos       | Nacional (1): Caracas / Maracaibo |
| Total: 2 destinos, 1 país, 1 aerolínea |                                   |

### Destinos Nacionales
| Ciudades                                  | Nombre del aeropuerto                               | Aerolínea                       |
| ----------------------------------------- | --------------------------------------------------- | ------------------------------- |
| Distrito Capital - Caracas                | Aeropuerto Internacional de Maiquetía Simón Bolívar | Estelar Latinoamerica (Vía MAR) |
| Zulia - Maracaibo                         | Aeropuerto Internacional de La Chinita              | Estelar Latinoamerica           |
| Total: 2 destinos, 2 estados, 1 aerolínea |                                                     |                                 |

Opera la siguiente aerolínea con el respectivo equipos, así:
- Estelar Latinoamerica: Boeing 737-200 / Boeing 737-300

## Destinos Suspendidos
- Serami Air
  - Maracaibo, Zulia / Aeropuerto Internacional de La Chinita (Suspendido)